# Гикинген
Гикинген (њем. Gückingen) општина је у њемачкој савезној држави Рајна-Палатинат. Једно је од 137 општинских средишта округа Рајн-Лан. Према процјени из 2010. у општини је живјело 1.074 становника. Посједује регионалну шифру (AGS) 7141049.

## Географски и демографски подаци
Гикинген се налази у савезној држави Рајна-Палатинат у округу Рајн-Лан. Општина се налази на надморској висини од 183 метра. Површина општине износи 2,3 km². У самом мјесту је, према процјени из 2010. године, живјело 1.074 становника. Просјечна густина становништва износи 459 становника/km².